# Germarostes posticus
Germarostes posticus is een keversoort uit de familie Hybosoridae. De wetenschappelijke naam van de soort is voor het eerst geldig gepubliceerd in 1843 door Germar.